# 厚桥街道
厚桥街道是中华人民共和国江苏省无锡市锡山区下辖的一个街道办事处。位于锡东新城东部，东接羊尖镇，西至走马塘，南望鸿山镇和鹅湖镇，北与东港镇接壤。厚桥街道于2009年4月成立，由1个社区、8个行政村组成，面积33.5平方公里，人口约2.8万人。无锡市锡山区打造的高新技术产业孵化园位于该街道。
2009年4月1日 ，无锡市人民政府批复同意设立厚桥街道办事处。管理原安镇街道的南桥头、年余、太芙、新联、新厚桥、嵩山、中东、谢埭荡8个村委会，厚桥居委会。总面积33.7平方公里，人口2.84万人。办事处驻厚嵩东路86号。

## 行政区划
厚桥街道下辖以下村级行政区划单位：
厚桥社区、太芙村、年余村、南桥头村、新联村、中东村、嵩山村、新厚桥村和谢埭荡村。

## 名人
- 前中共政治局常委兼政法委书记周永康
- 中国人民解放军高级将领杜云生将军。[2]